# Галстян Едуард Галустович
Едуард Галустович Галстян (нар. 1 жовтня 1998, с. Ванашен, Арарат, Вірменія) — український футболіст, захисник «Чернігова».

## Клубна кар'єра
Футбольну кар'єру розпочав у СДЮСШОР «Десна», після чого перебрався у «Десну-2». У 2015 році перейшов до молодіжної команди «Чернігова», а після цього — до ЛТК (Чернігів). У 2016 році повернувся до «Десни-2», де провів 2 сезони. У 2020 році знову перебував у молодіжній команді «Чернігова», проте незабаром після цього знову повернувся в «Десну».

### «Чернігів»
26 серпня 2022 року підписав контракт з «Черніговом». У футболці «городян» дебютував 1 жовтня 2022 року в нічийному (1:1) виїзному поєдинку 6-го туру групи Б Першої ліги України проти СК «Полтава». Едуард вийшов на поле на 86-й хвилині замість Миколи Сираша.

## Особисте життя
Окрім українського громадянства, має також і вірменське.

## Статистика виступів

### Клубна
Станом на 14 травня 2023 року
| Клуб              | Сезон             | Ліга               | Ліга  | Ліга | Кубок | Кубок | Єврокубки | Єврокубки | Інші  | Інші | Загалом | Загалом |
| Клуб              | Сезон             | Дивізіон           | Матчі | Голи | Матчі | Голи  | Матчі     | Голи      | Матчі | Голи | Матчі   | Голи    |
| ----------------- | ----------------- | ------------------ | ----- | ---- | ----- | ----- | --------- | --------- | ----- | ---- | ------- | ------- |
| «Чернігів»        | 2022–23           | Перша ліга України | 14    | 0    | 0     | 0     | 0         | 0         | 0     | 0    | 14      | 0       |
| Усього за кар'єру | Усього за кар'єру | Усього за кар'єру  | 14    | 0    | 0     | 0     | 0         | 0         | 0     | 0    | 14      | 0       |